# Citheronia infernalis
Citheronia infernalis är en fjärilsart som beskrevs av John Kern Strecker 1883. Citheronia infernalis ingår i släktet Citheronia och familjen påfågelsspinnare. Inga underarter finns listade i Catalogue of Life.